# Diadocidia spinosula
Diadocidia spinosula är en tvåvingeart som beskrevs av Tollet 1948. Diadocidia spinosula ingår i släktet Diadocidia och familjen slemrörsmyggor. Arten är reproducerande i Sverige. Inga underarter finns listade i Catalogue of Life.